# GiftManager
GiftManager.com er en gratis dansksproget hjemmeside, som gør det muligt for brugere at holde styr på deres gaveønsker og ønskeliste til fx fødselsdag, jul, bryllup eller barnedåb. Hjemmesiden drives af selskabet GiftManager ApS, som er stiftet den 15. september 2009 af tre tidligere ansatte fra mobilselskabet TELMORE.
Løsningen er udviklet med Open Source platforme/værktøjer som Java, Hibernate, Struts 2, Maven, MySql, Spring og Appfuse.